# Morey Amsterdam
Pour les articles homonymes, voir Amsterdam (homonymie).
Morey Amsterdam est un acteur et scénariste américain, né le 14 décembre 1908 à Chicago (Illinois), et mort le 27 octobre 1996 à Los Angeles (Californie, États-Unis).

## Biographie
Après un voyage à Trinidad & Tobago en 1943, il met sous copyright "Rum & Coca-cola", un calypso composé par Lord Invader et Lionel Belasco (en). Ce plagiat vendu à des millions d’exemplaires sera chanté avec un colossal profit par les Andrews Sisters. Il est poursuivi en 1946 pour violation du droit d’auteur, et sera condamné à indemniser les auteurs, tout en conservant ses droits d’auteur,

## Filmographie

### Acteur

#### Cinéma
- 1936 : With Love and Kisses de Leslie Goodwins : TV Performer - non crédité
- 1953 : Le Météore de la nuit (It Came from Outer Space) de Jack Arnold : un assistant militaire
- 1958 : Mitraillette Kelly (Machine-Gun Kelly) de Roger Corman : Fandango
- 1960 : Crime, société anonyme (Murder, Inc.) de Burt Balaban et Stuart Rosenberg : Walter Sage
- 1962 : Chat, c'est Paris (Gay Purr-ee) d'Abe Levitow : le narrateur (voix)
- 1963 : Beach Party de William Asher : Cappy
- 1964 : Muscle Beach Party de William Asher : Cappy
- 1966 : Don't Worry, We'll Think of a Title d'Harmon Jones : Charlie
- 1968 : Le Cheval aux sabots d'or (The Horse in the Gray Flannel Suit) de Norman Tokar : Charlie Blake
- 1976 : Won Ton Ton, le chien qui sauva Hollywood (Won Ton Ton, the Dog Who Saved Hollywood) de Michael Winner : Custard pie star
- 1993 : Sandman d'Eric Woster : un vendeur de voiture

#### Télévision
- 1948 : The Morey Amsterdam Show (en) (série télévisée) : The club emcee
- 1957 : The Gale Storm Show (en) (série télévisée) : Mr. Agnew
- 1957 : December Bride (en) (série télévisée) : Herbert
- 1957 : How to Marry a Millionaire (en) (série télévisée) : Jack Connors
- 1957 et 1963 : Make Room for Daddy (en) (série télévisée) : Mr. Simmons / Buddy Sorrell
- 1958 : The Adventures of Jim Bowie (en) (série télévisée) : Pinky
- 1958 : Gunsmoke (série télévisée) : Cicero Grimes
- 1958 : The Phil Silvers Show (en) (série télévisée) : Harry Harris
- 1958 : Have Gun - Will Travel (série télévisée) : Lucien Bellingham
- 1959 : The Further Adventures of Ellery Queen (série télévisée) : J.C. Smith
- 1961 : Pete and Gladys (en) (série télévisée) : Fred
- 1961-1966 : The Dick Van Dyke Show (série télévisée) : Buddy Sorrell
- 1962 : Mister Magoo's Christmas Carol (en) (téléfilm) : Brady/James (voix)
- 1964 : Famous Adventures of Mr. Magoo (en) (série télévisée)
- 1970 : The Partridge Family (série télévisée) : Ziggy Shnurr
- 1971 : Auto-patrouille (Adam-12) (série télévisée) : Jerry Mermaid
- 1972 : Honeymoon Suite (série télévisée) : Bellboy
- 1976 : Rudolph's Shiny New Year (en) (téléfilm) : One Million (O.M) (voix)
- 1977 : Mixed Nuts (téléfilm) de Jerry Belson et Peter H. Hunt : Moe
- 1977 : Alice (série télévisée) : Herman
- 1978 : Vegas (série télévisée) : Izzy
- 1978 et 1982 : La croisière s'amuse (The Love Boat) (série télévisée) : Moe Price / Floyd Loomis
- 1979 : Sooner or Later (téléfilm) : Eddie Nova, le professeur de guitare
- 1979 : Project U.F.O. (en) (série télévisée) : Ollie Hayes
- 1980 : The Littlest Hobo (série télévisée) : Freddy Tewksbury
- 1983 : Believe You Can... And You Can! (téléfilm) : J. Fauntenoy Chiffenrobe
- 1985 : Hail to the Chief (série télévisée) : Manny
- 1985 : Brothers (en) (série télévisée) : Mr. Bobo
- 1987 : Fame (série télévisée) : Morey/Rick
- 1988 : Side by Side (téléfilm) : Moe
- 1990 : Les Feux de l'amour (The Young and the Restless) (série télévisée) : Morey
- 1993 : Herman's Head (série télévisée) : Buddy
- 1995 : Cybill (série télévisée) : un homme dans la nurserie
- 1996 : Caroline in the City (série télévisée) : Vic Stansky

### Scénariste
- 1939 : Hollywood Hobbies
- 1943 : The Ghost and the Guest
- 1944 : Bowery Champs (en)
- 1966 : Don't Worry, We'll Think of a Title

### Producteur
- 1966 : Don't Worry, We'll Think of a Title